# Rumsens

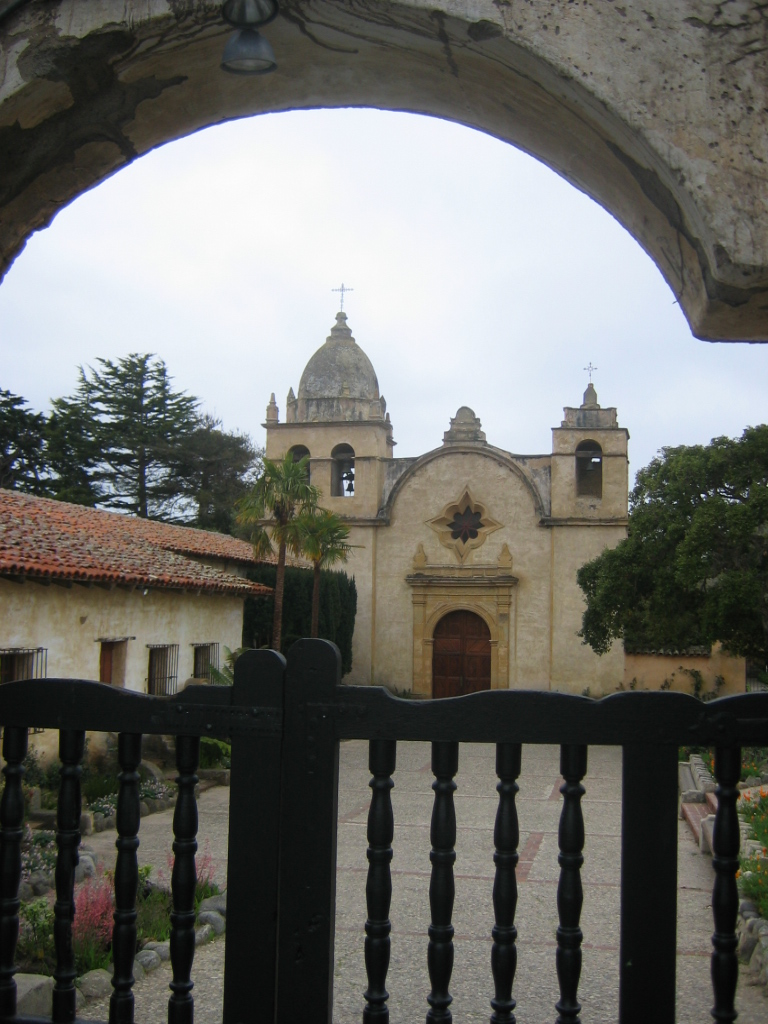
Missió de San Carlos Borromeo de Carmelo, on molts rumsens foren traslladats a viure durant l'Era de les Missions.

Els rumsens (també coneguts com a rumsiens, costano San Carlos i Carmelenos) és un dels vuit pobles ohlone o costano, uns amerindis de Califòrnia.

## Territori
Aquest poble compartia històricament la llengua rumsen de les llengües ohlone,parlada des del riu Pajaro a Point Sur, i en els cursos inferiors del Pajaro, així com als rius Salinas i Carmel, a la regió de les actuals Salinas, Monterey i Carmel.
La tribu rumsen era establida a la baixa vall del riu Carmel i a la veïna península de Monterey en el moment de la colonització espanyola. La seva població d'aproximadament 400 a 500 persones es va distribuir entre un mínim de cinc llogarets dins del seu territori. Un mapa de principis del segle xx que mostra un poble específic anomenat Rumsen en el Riu Carmel, alguns quilòmetres terra endins de la Missió de Carmel, podria no ser exacte. Els registres missió indiquen que "Tucutnut", a unes tres milles aigües amunt de la desembocadura del riu Carmel, era el poble més gran de la tribu local rumsen.

## Història
Els rumsens van ser els primers costano vistos i documentats pels exploradors espanyols del nord de Califòrnia, com s'ha assenyalat per Sebastian Vizcaíno quan va arribar a Monterey en 1602. Des d'aquest primer contacte amb els espanyols algun Galió de Manila podria haver-se aventurat ocasionalment fins a la costa de Califòrnia i aturar-se a la badia de Monterey entre 1602 i 1796.
Durant l'era de les missions espanyoles a Califòrnia, la vida del poble rumsen van canviar quan els espanyols van arribar des del sud per construir la Missió de San Carlos Borromeo de Carmelo i el presidi de Monterey al seu territori. Els parlants de Rumsen van ser traslladats a aquesta missió i van ser batejats entre 1771 i 1808. Vivien a la missió i els seus ranxos dels voltants i van ser educats per ser catòlics neòfits, també coneguts com a indis de missió, fins que les missions van ser secularitzades (descatalogades) pel govern mexicà en 1834. A alguns indis de la Missió San Carlos els escripturares parcel·les formalment amb la secularització, només per perdre-les durant el període del Ranxos. Vegeu també: Ohlone: Història.
Almenys des de l'època de les missions gent de la nació esselen afirmen tenir estreta associació amb els rumsen Ohlone, a través de la integració de la missió i els matrimonis mixtes.

## Tribus de parla rumsen
Els dialectes de la llengua Rumsen foren parlats per quatre tribus locals independents, incloent els rumsen mateixos, els ensen del veïnatge de Salinas, els calendaruc de la costa central de la Badia de Monterrey, i els sargentaruc de la costa Big Sur. El territori del grup lingüístic limita amb la Badia de Monterey i l'oceà Pacífic a l'oest, amb els awaswas al nord, els mutsuns a l'est, els chalons al sud-est, i els esselen al suth.